# Acrotomodes hemixantha
Acrotomodes hemixantha es una especie de polilla perteneciente a la familia Geometridae, descrita por primera vez por el entomólogo británico Louis Beethoven Prout en 1910 con distribución en Perú. Es una polilla mediana, con una envergadura de 32 milímetros (1,3 plg).